# Corisc
|  | Aquest article tracta sobre el filòsof Corisc. Si cerqueu l'illa de Corisco o Mandji, vegeu «Corisco». |

Corisc (grec antic: Κόρισκος, llatí: Coriscus) va ser un poeta i filòsof grec deixeble de Plató que apareix esmentat sempre conjuntament amb Erast.
Diògenes Laerci els menciona i diu que Plató va escriure una carta a Erast i Corisc, que eren ambdós naturals d'Escepsis, a la Tròade, segons Estrabó.